# جهريمفين ميايكيم
جهريمفين ميايكيم (بالتايلندية: เฉลิมพล มาลาคำ)‏ (بالتايلندية: เฉลิมพล มาลาคำ) مواليد 10 أكتوبر 1962 في تايلاند، هو مغني تايلندي

## ديسكغرفي
- Tam Jai Mae Terd Nong
- Ror Mia Phee Pler
- Ar Dia Rak Wan Khao Phan Sa
- Pued Tam Nan Bak Job Loey[4]
- Kid Hod Pla Keng
- Sieng Jak Phoo Yai Baan